# 쌀

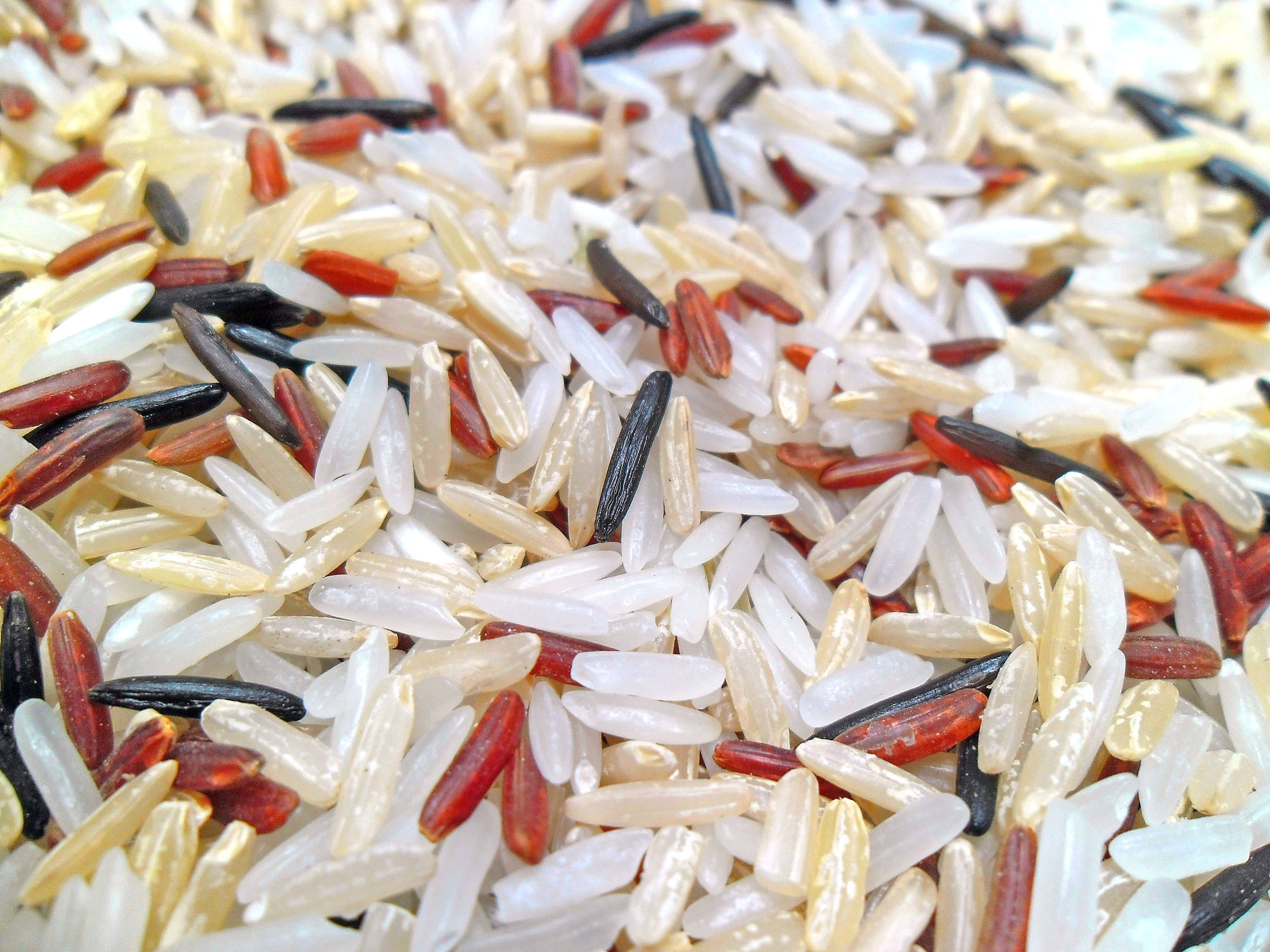
갈색, 흰색, 빨간색 인디카 쌀 혼합물, 야생 쌀도 함유, 지자니아종

쌀, 볍쌀 또는 대미(大米)는 벼의 낟알에서 껍질을 벗겨 낸 알곡이다. 메벼의 쌀은 멥쌀, 찰벼의 쌀은 찹쌀이라 부른다. 도정한 정도에 따라 모습이 달라지는데, 왕겨만 살짝 벗겨내면 현미(매조미쌀)가 되고, 곱게 쓿으면 백미(흰쌀)가 된다. 식혜 같은 음료나 소주, 청주, 막걸리 등 술의 원료가 된다. 쌀밥 또는 떡으로 해 먹을 수도 있다.

## 역사
쌀은 장강 유역에서 가장 먼저 재배되었다고 알려져 왔다. 이 곳에서 야생에서 자라던 쌀이 인공적으로 재배되기 시작하였다. 중국 중부에서는 인디카종의 쌀과 자포니카종의 쌀이 재배되었다.  2003년 한국의 고고학자들은 15,000년 전의 쌀이 발견되었다고 보고하여 기존 중국에서 12,000년 전에 발견되었다는 설보다 더 앞선 증거를 보였다. 이 쌀의 유전자는 오늘날의 쌀과 다르며 굉장히 오래된 유전자라고 밝혀졌다.
기원전 3000~2500년 경에는 힌두스탄 평원으로 전해졌다 한다.

## 벼의 구조
벼는 동양에서 주로 재배되어 가장 중요한 식량자원으로 이용되어 왔다. 벼의 구조는 현미와 겉껍질인 왕겨로 이루어져 있다. 현미의 중량은 벼의 약 80%이지만 용적은 약 1/2이어서 저장에 편리하므로 일본이나 외국에서는 일반적으로 현미의 형태로 저장하지만, 대한민국에서는 벼로 저장하였다가 도정하거나, 도정하여 백미로 저장하는 경향이 있다. 현미는 과피, 종피, 호분층, 배유, 배아로 구성되어 있으며, 현미 100에 대한 쌀겨층(과피, 종피, 호분층), 배유, 배아의 비율은 약 5 : 92 : 3이다. 배유의 외층에 있는 호분층에는 단백질, 지방, 비타민 등의 함량이 높다.
현미 표면의 겨층은 무기질과 비타민 B군이 많이 함유되어 있으나 착색이 되어 있고 배아는 지방질이 많고 효소활성이 높아 산패가 일어나기 쉬우므로 겨층과 배아 부분을 제거하여 백색의 쌀, 즉 백미로 만들어 식용하고 있다.

## 벼에서 쌀로

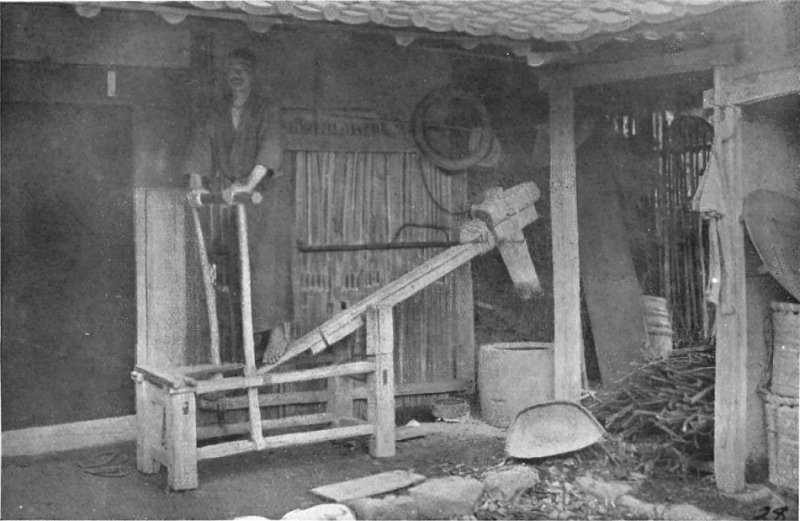
1920년대 일본의 도정기

벼의 수확물인 볍씨는 우선 왕겨를 제거하는 과정(매조미, 매갈이)을 거쳐서 현미(매조미쌀, 핍쌀)로 된다. 추가적으로 겨를 벗기면 백미가 되는데, 도정도에 따라 다르지만 일반적으로 '완전 백미'(아주먹이)의 경우 도정도는 92% 이상을 가리킨다. 이렇게 도정된 쌀의 경우, 백미나 현미 상태로 바로 사용될 수도 있으며, 쌀가루로 만들기도 하며, 일부 국가에서는 포도당 및 활석 파우더 등의 몇몇 영양소를 첨가하기도 한다. 싼 첨가 영양소의 경우는 물에 쉽게 씻겨 나가며, 보다 복잡한 첨가물은 물에 씻기지는 않지만 이는 가격 상승의 요인이 된다.
쌀을 너무 일면 추가 영양분이 씻겨나가지만, 활석 파우더를 첨가한 쌀의 경우 쌀을 일어 밥맛을 좋게 하는 것에 좋다.

### 조리 방법
쌀은 물에 넣은 뒤 충분히 물을 흡수해서 부드럽고 보풀보풀하게 또는 끈적끈적하게 될 때까지 가열한다. 쌀을 가장 맛있게 익히기 위해선 중불과 약불을 사용하는데 중불로 15분 정도 가열한 후 아주 약한 불로 8분간 가열하면 쌀의 맛을 잘 느낄 수 있는 상태로 조리가 된다. 약불로 짓는 과정을 '뜸 들인다'라고 하는데 이 과정이 있어야 밥이 충분히 수분을 흡수하며 맛과 모양을 갖춘다. 한국이 근대화가 이루어지기 전에는 가마솥에 쌀을 넣어 아궁이의 불로 익혔다. 그래서 아궁이 곁에서 불의 세기를 계속 조절할 사람이 필요했었는데 현대에는 전기밥솥이나 압력밥솥과 같이 편리한 조리 기구들이 있어 간편하게 쌀을 지을 수 있다.
쌀의 양에 따른 정량의 물을 사용할 수도 있지만, 물의 양을 재는 가장 좋은 방법은 쌀을 씻은 후 손을 피고 얹었을 때 손목까지 오게 끔 물을 넣어서 짓는 것이다. 조리 때만 물을 많이 사용하는 경우도 있다. 밥솥과 같은 전자 제품을 이용하여 간편하게 조리할 수도 있다.
쌀은 요리하기 전에 물에 담가 둘 수도 있다. 콩과 같이 이는 쌀을 보다 빠르게 조리되게 하며, 쌀 조직을 팽창시킴으로써 보다 부드러운 밥맛이 나게 한다.
현미의 경우 5~6시간 불린 뒤 밥을 지으면 되지만, 최근에는 보다 영양학적으로 우수한 발아 현미밥도 이용되고 있다. 이는 씻은 현미를 조리하기 전 8-12시간 정도 섭씨 38도(화씨 100도) 정도의 따뜻한 물에 담가 두는 것이다. 이 과정은 발아를 촉진하며, 쌀에 있는 여러 효소를 작동시킨다. 이러한 방법으로, 감마아미노 낙산(Gamma-amino butyric acid, GABA)를 비롯한 아미노산을 완전히 흡수할 수 있다.

## 용도
쌀의 모양이나 크기는 품종의 특성에 따라 다른데, 그 성분은 대체로 가용성무질소물 73%, 단백질 7-8%, 지방 1.2% 정도이다. 대한민국이나 일본 등에서는 총생산량의 95% 정도가 주식으로 이용되고, 그 밖에 양조용·떡·과자·풀감 등에 이용된다. 인도를 중심으로 한 열대·아열대 지역에서는 찰기가 적은 인도형의 쌀을 주식으로 한다. 타이나 인도네시아반도 북부에서는 찹쌀을 찐 찰밥을 주식으로 하고 있다. 구미에서는 조리하여 부식으로도 하고, 이탈리아의 미작지대에서는 주식으로도 하고 있다.  대한민국에서는 멥쌀과 찹쌀을 모두 양조원료로 사용한다. 또 싸라기는 맥주의 중요한 보조원료가 된다. 제분한 쌀가루는 과자와 빵 및 섬유공업용의 풀감 원료가 된다. 현미를 정백할 때 나오는 쌀겨에는 회분·질소·인산·칼륨 등의 성분이 들어 있으므로 사료나 비료로 사용된다. 또 쌀겨의 건류액(乾溜液)을 피부약으로도 사용하며, 양질의 살겨기름을 짜서 식용인 공업용으로 사용하기도 한다. 짚은 가마니·새끼줄·거적·멍석 등을 만드는 데 쓰이고, 사료에 섞거나 두엄으로도 사용되며, 또 축사나 밭의 까래짚으로도 이용된다.

## 생산 및 교역

### 세계 생산 및 교역

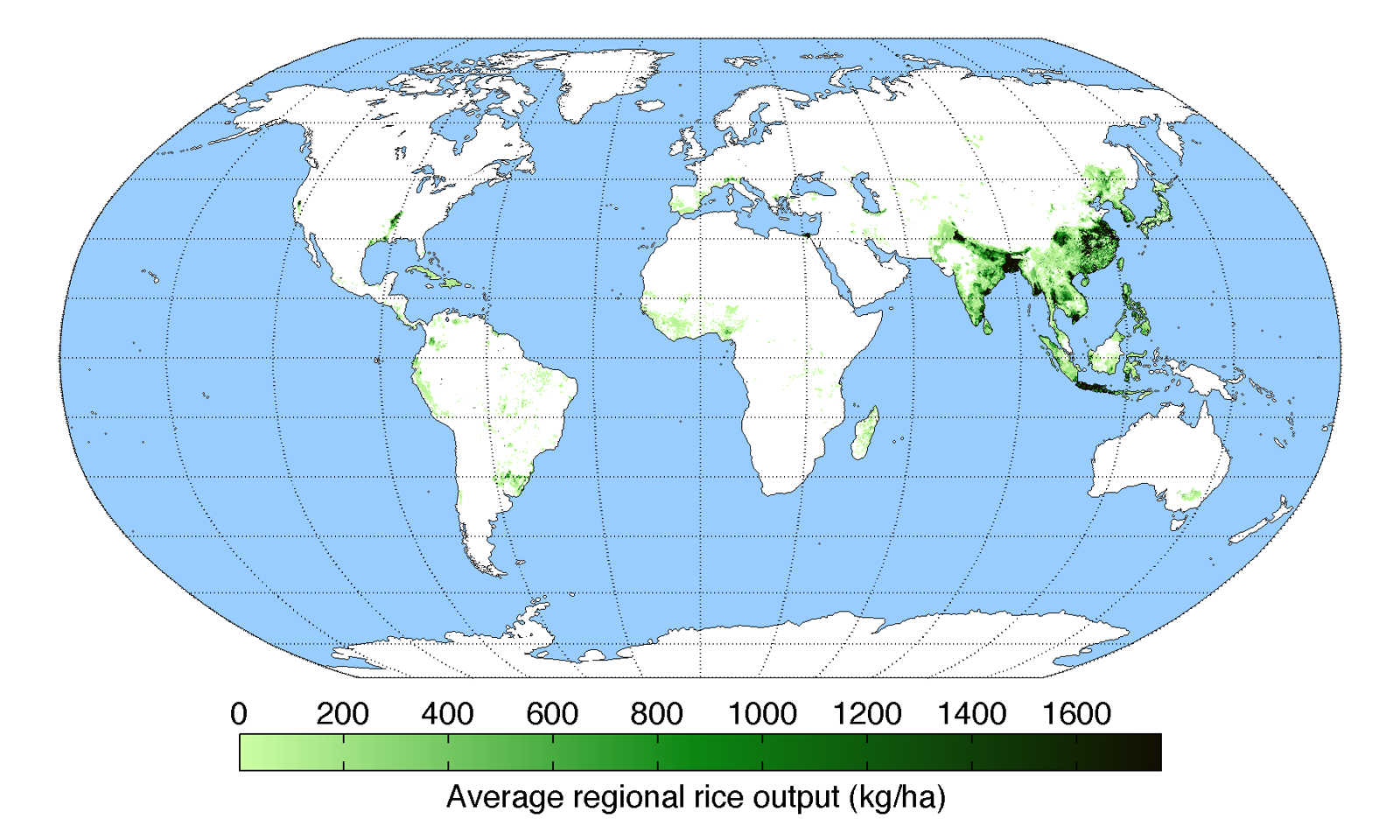
전 세계 쌀 생산량

세계 쌀 연구원 통계 자료에 따르면, 세계 쌀 생산량은 1960년의 2억 톤에서 2004년의 6억 톤으로 지속적으로 증가해왔다. 2004년 최대 생산 국가는 중국(세계 생산량의 31%), 인도(20%), 그리고 인도네시아(9%) 순이다.
세계 교역 양상은 생산량의 5-6%만이 거래될 정도로 난항이다. 최대 수출국은 인도(세계 수출량의 44%), 태국(14%), 베트남(11%) 순이며, 최대 수입국은 인도네시아(14%), 방글라데시(4%), 브라질(3%)의 순이다.

### 대한민국의 생산 및 교역
2005년 기준으로 서울특별시, 제주도(현재의 제주특별자치도)를 포함한 모든 지방에서 벼농사를 짓고 있으며, 국립농산물 품질관리원 통계 자료에 따르면, 쌀 생산량은 전라남도(19만 헥타르), 충청남도(16만 6천 헥타르), 전라북도(14만 3천 헥타르)의 순이다. 재배 면적은 1990년 124만 헥타르를 기점으로 꾸준히 감소해, 2012년에는 84만 9천 헥타르이다.
2004년 통계 자료에 따르면, 중국에서 9만 톤, 미국에서 7만 톤, 태국에서 5만 톤을 수입했다. 한편 수출 물량은 쿠웨이트로 244톤, 중국으로 25톤, 미국으로 7톤이었다.
| 1970년~2012년 대한민국 쌀 재배 면적 및 쌀 생산량 추이 * 자료 : 농림축산식품부 13년 통계연보, 농림축산식품부 |            |              |                  |
| 연도 | 면적(천ha) | 생산량(천톤) | 10a당 생산량(kg) |
| 1970년 | 1,203      | 3,939        | 330              |
| 1975년 | 1,218      | 4,669        | 386              |
| 1980년 | 1,233      | 3,550        | 289              |
| 1985년 | 1,237      | 5,626        | 456              |
| 1990년 | 1,244      | 5,606        | 451              |
| 1995년 | 1,056      | 4,695        | 445              |
| 1999년 | 1,066      | 5,263        | 494              |
| 2000년 | 1,072      | 5,291        | 497              |
| 2001년 | 1,083      | 5,515        | 516              |
| 2002년 | 1,053      | 4,927        | 471              |
| 2003년 | 1,016      | 4,451        | 441              |
| 2004년 | 1,001      | 5,000        | 504              |
| 2005년 | 980        | 4,768        | 490              |
| 2006년 | 955        | 4,680        | 493              |
| 2007년 | 950        | 4,408        | 466              |
| 2008년 | 936        | 4,843        | 520              |
| 2009년 | 924        | 4,916        | 534              |
| 2010년 | 892        | 4,295        | 483              |
| 2011년 | 854        | 4,224        | 496              |
| 2012년 | 849        | 4,006        | 473              |

### 2012년 대한민국의 시·도별 경작지 및 생산량
2012년 대한민국의 시·도별 쌀 경작지는 전라남도에 17만 3천ha로 전체의 20%, 충청남도에 15만 3천ha로 전체의 18%, 전라북도에 13만ha로 전체의 15%, 총 45만 6천ha로 전체 경작지의 53%에 이른다.
| 2012년 시·도별 생산량 * 자료 : 농림축산식품부 13년 통계연보, 농림축산식품부 |            |         |              |         |
| 지역                                                                        | 면적(천ha) | 비율(%) | 생산량(천톤) | 비율(%) |
| 계                                                                          | 849        | 100%    | 4,006        | 100%    |
| 서울                                                                        | 0          | 0       | 1            | 0       |
| 부산                                                                        | 3          | 0       | 16           | 0       |
| 대구                                                                        | 3          | 0       | 15           | 0       |
| 인천                                                                        | 12         | 1       | 58           | 1       |
| 광주                                                                        | 6          | 1       | 27           | 1       |
| 대전                                                                        | 2          | 0       | 7            | 0       |
| 울산                                                                        | 6          | 1       | 27           | 1       |
| 경기                                                                        | 91         | 11      | 421          | 11      |
| 강원                                                                        | 35         | 4       | 164          | 4       |
| 충북                                                                        | 43         | 5       | 213          | 5       |
| 충남                                                                        | 153        | 18      | 784          | 18      |
| 전북                                                                        | 130        | 15      | 622          | 16      |
| 전남                                                                        | 173        | 20      | 700          | 20      |
| 경북                                                                        | 112        | 13      | 564          | 14      |
| 경남                                                                        | 80         | 9       | 386          | 10      |
| 제주                                                                        | 1          | 0       | 1            | 0       |

### 미국의 쌀 생산
캘리포니아에서는 1912년부터 상업적 벼농사가 시작되었다. 세계대전이 터지며 유럽이 폐허로 변하자 이 지역은 벼농사로 많은 부를 모았다. 캘리포니아 벼농사의 중심지는 윌로스를 끼고 있는 대평원이다.

## 저장

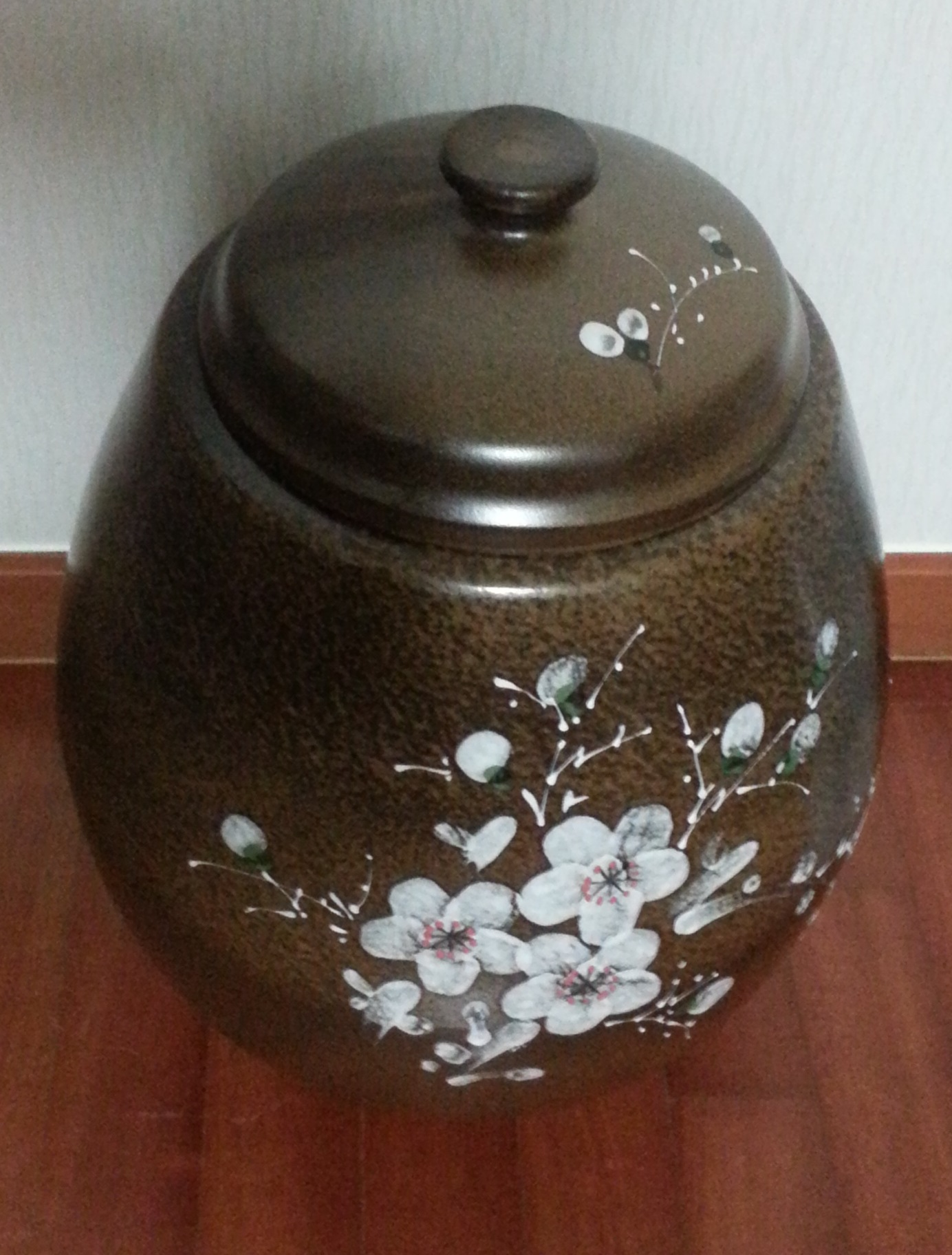
쌀독

쌀은 일반적으로 포대나 비닐 등에 담아 판매하는데, 이를 구입한 소비자들은 이 쌀을 판매한 용기에 그대로 보관하기도 하고 쌀독, 뒤주 등의 다른 용기에 보관하기도 한다.

## 세계의 대표적인 쌀 음식
| - 나시고렝 - 누룽지 - 덮밥 - 도리아 - 리소토 | - 밥 - 볶음밥 - 비빔밥 - 파에야 - 쌀국수 - 오므라이스 - 카레라이스 - 주먹밥 - 오니기리 - 삼각김밥 | - 죽 - 스시 - 춘권 - 닭고기밥 - 필라프 - 팟 까프라오 | - 동동주 - 막걸리 - 소주 - 식혜 - 청주 |

## 세계 쌀의 해
유엔총회는 2002년 12월 16일, 2004년을 세계 쌀의 해로 선포하였다. 이는 국제연합 식량농업기구의 결의안을 받은 결과로, 쌀의 중요성에 대한 인식 및 식량 확보에 대한 세계적인 협력을 촉구하는 것이다. 이에 동의한 국가는 아래 목록이다.
| - 가봉 - 그레나다 - 나우루 - 나이지리아 - 네팔 - 니제르 - 니카라과 - 대한민국 - 라오스 - 마다가스카르 - 마셜 제도 | - 말레이시아 - 말리 - 모리타니 - 미얀마 - 방글라데시 - 베트남 - 부르키나파소 - 브루나이 - 세인트빈센트 그레나딘 - 수단 | - 스리랑카 - 싱가포르 - 에콰도르 - 인도 - 인도네시아 - 일본 - 잠비아 - 조선민주주의인민공화국 - 카자흐스탄 - 캄보디아 | - 쿠바 - 쿠웨이트 - 키르키스스탄 - 키프로스 - 타지키스탄 - 태국 - 토고 - 파키스탄 - 파푸아뉴기니 - 페루 | - 피지 - 필리핀 |

## 관련 정책

### 대한민국 정부 수매 정책
- 1948년-2004년 추곡 수매 제도
- 2005년 공공 비축미 매입 제도

## 관련 기관·단체

### 관련 기관
- 대한민국 농림축산식품부
- 대한민국 농촌진흥청

### 관련 단체
- 한국쌀전업농중앙연합회
- 전국양곡상연합회
- RPC협의회

## 같이 보기
- 벼 - 벼농사, 재배종 및 재배 역사
- 자포니카 쌀'
- 인디카 쌀
- 줄속
- 우루과이 라운드
- 인조쌀